# Hyper Noël
Série
Super Noël
(1994) Super Noël 3 : Méga Givré
(2006)
Pour plus de détails, voir Fiche technique et Distribution.
Hyper Noël ou Sur les traces du Père Noël 2 au Québec (The Santa Clause 2) est un film de Noël américano-canadien réalisé par Michael Lembeck, sorti en 2002.
Il est la suite de Super Noël (1994). Il est suivi par Super Noël 3 : Méga Givré (2006) et Super Noël, la série en 2022.
Le film débute alors que Scott Calvin exerce la profession de père Noël depuis huit ans, et les elfes sont unanimement de l'avis qu'il est le meilleur de tous. Mais sa vie tourne au cauchemar lorsqu'il apprend que s'il ne se marie pas avant la prochaine veille de Noël, il devra quitter son poste. Parallèlement, il découvre que son fils Charlie figure sur la liste des enfants méchants. Décidé à trouver une mère Noël et à aider Charlie, Scott retourne chez lui, laissant un robot père Noël mener les préparatifs de la fin d'année. Très vite, le remplaçant se met à prendre d'étranges décisions.

## Synopsis
Huit ans après, Scott Calvin est devenu un grand Père Noël au pôle Nord. Mais le chef des Elfes Bernard et Curtis, le gardien du Manuel de Noël, l’informent qu’il y a une autre clause — la « Clause Mère Noël », qui oblige Scott à se marier avant la prochaine veille de Noël, sinon quoi la clause sera rompue et il cessera d’être le Père Noël pour toujours. Dans le même temps, Abby l’Elfe livre des nouvelles encore plus pénibles : Charlie, le fils de Scott, est sur la liste des enfants méchants. Scott décide de retourner chez lui à la recherche d’une femme et pour remettre les choses en place avec Charlie. Il en évoque la visite du Conseil des figures légendaires, composé de Mère Nature, du Père Temps, de Cupidon, du Lapin de Pâques, de la Fée des Dents et du Marchand de Sable. Pour couvrir l’absence prolongée du Père Noël, Curtis aide Scott à créer un clone animatronique grandeur nature du Père Noël, à la grande stupéfaction de Bernard. Cependant, à la demande du Père Noël, Bernard joue à contrecœur le jeu, et dit aux autres elfes que le Père Noël a subi un relooking, de sorte qu’ils ne verront pas qu'il s'agit d'un double.
En raison de la fin imminente de son contrat, Scott subit un « processus de dé-pernoëlisation » qui le transforme progressivement en Scott Calvin. Il a une quantité limitée de magie pour l’aider à trouver une épouse. Scott retourne chez lui avec son ex-femme Laura, son mari Neal, leur fille de six ans Lucy et Charlie, qui a vandalisé son école pour démontrer de sa principale est contre les fêtes de Noël afin attirer l’attention. Charlie et lui font face à la colère de Carol Newman, la principale de l’école, notamment lorsque Charlie tague les casiers.
Au pôle Nord, le faux Père Noël suit le livre des règles bien trop littéralement et commence à penser que tout le monde dans le monde est méchant en raison de leurs petites erreurs. En conséquence, le Père Noël jouet prend le contrôle du pôle Nord en utilisant des soldats géants jouet qu’il a lui-même fait et dévoile son plan aux Elfes pour donner des morceaux de charbon au monde entier. Bernard indique à tout le monde que le Père Noël est un faux, et celui-ci l'enferme.
Après quelques rendez-vous ratées, Scott commence à tomber amoureux de Carol. Il l’accompagne dans un traîneau tiré par des chevaux à la fête de Noël de la faculté, au cours de laquelle elle avoue qu’elle avait l’habitude de croire au Père Noël quand elle était enfant, jusqu’à ce qu’elle a été forcée d’arrêter de le faire par ses parents après s'être battue avec des enfants qui lui ont dit que le père Noël n’était pas réel. En utilisant un peu de sa magie de Noël, Scott anime la fête autrement terne en présentant à chacun des convives leurs cadeaux qu'ils rêvaient d'avoirs quand ils étaient enfants. Il fait une présentation spéciale à Carol, et, avec son dernier reste de magie, il fait apparaître un gui sous lequel ils s’embrassent. Cependant, quand Scott tente de lui expliquer qu’il est le Père Noël, elle croit qu’il se moque de ce qu'elle lui a raconté sur son enfance, et le jette dehors. Plus tard, Charlie reproche à son père de sortie avec sa principale et lui avoue que c’est difficile pour lui qu'il ne soit jamais là comme les autres pères, et révèle la pression qu’il a de cacher le secret que son père où il est le Père Noël. Lucy parvient à convaincre Charlie de ne pas être en colère contre lui, ce qui conduit Charlie à convaincre Carol que Scott est le Père Noël en lui montrant le globe de neige magique.
Curtis arrive pour parler à Scott du plan du faux Père Noël. Cependant, comme Scott a utilisé toute sa magie pour courtiser Carol, il ne peut pas retourner au pôle Nord. Avec l’aide de la fée des dents, Scott et Curtis parviennent à revenir, mais le faux Père Noël les retrouvent et les attachent. Charlie et Carol les libèrent en convoquant la Fée des Dents pour les emmener jusqu'au pôle Nord. Scott s’en prendre au Père Noël jouet, qui est déjà parti avec le traîneau, avec un renne turbulent en formation, et ils s’écrasent tous les deux dans le village. Avec une armée d’elfes, Carol, Bernard, Charlie et Curtis les conduisent dans une bataille de boules de neige pour renverser les soldats de jouet. Le faux Santa est vaincu et miniaturisé pour en faire un père dansant au côté d’autres jouets de Père Noël dans un magasin.
Scott épouse Carol dans une cérémonie, et Scott se retransforme en Père Noël, puis peut partir pour sa distribution annuelle de cadeaux en permettant à Carol qu’il partiront en voyage de noces à son retour. Scott et Charlie révèlent la vérité à Lucy sur le fait que Scott est bien le Père Noël.

## Fiche technique
Sauf indication contraire, les informations mentionnées dans cette section peuvent être confirmées par les bases de données cinématographiques IMDb et Allociné,  présentes dans la section « Liens externes ».
- Titre original : The Santa Clause 2
- Titre français : Hyper Noël
- Titre québécois : Sur les traces du Père Noël 2
- Réalisation : Michael Lembeck
- Scénario : Ken Daurio, Ed Decter, Cinco Paul, Don Rhymer et John J. Strauss, d'après une histoire et les personnages créés par Leo Benvenuti et Steve Rudnick
- Musique : George S. Clinton
- Direction artistique : Sandy Cochrane, Sheila Haley et Gwendolyn Margetson
- Décors : Tony Burrough
- Costumes : Ingrid Ferrin
- Photographie : Adam Greenberg
- Son : Mel Metcalfe, Terry Porter, Robert L. Sephton, Dean A. Zupancic
- Montage : David Finfer
- Production : Robert F. Newmyer, Brian Reilly et Jeffrey Silver
  - Direction de production : Brigham Taylor
  - Production déléguée : Richard Baker, Rick Messina, James Miller et William W. Wilson III
  - Production associée : Matthew Carroll et Bruce Franklin
- Sociétés de production : Outlaw Productions et Boxing Cat Films, présenté par Walt Disney Pictures
- Société de distribution : Buena Vista Pictures Distribution (États-Unis) ; Gaumont Buena Vista International (France)
- Budget : 65 millions de $[1],[2]
- Pays de production :  États-Unis,  Canada
- Langue originale : anglais
- Format : couleur (Technicolor) — 35 mm — 1,85:1 (Panavision) — son DTS / Dolby Digital / SDDS
- Genre : comédie, fantastique
- Durée : 104 minutes
- Dates de sortie[3] :
  - États-Unis, Canada : 1er novembre 2002
  - Belgique : 4 décembre 2002[4]
  - France : 18 décembre 2002[5]
- Classification :
  - États-Unis : tous publics (G - General Audiences)
  - Canada : tous publics (G - General)
  - France : tous publics (conseillé à partir de 8 ans)[5],[6]
  - Belgique : tous publics (jeune public) (Alle Leeftijden)[4]
  - Suisse romande : tous publics[7]

## Distribution
Source V.Q. : Doublage.qc.ca
- Tim Allen (VF : Michel Papineschi ; VQ : Yves Corbeil) : Scott Calvin / le père Noël / le robot père Noël
- Wendy Crewson (VF : Véronique Augereau ; VQ : Élise Bertrand) : Laura Calvin Miller
- Judge Reinhold (VF : Nicolas Marié ; VQ : Alain Zouvi) : Dr Neal Miller
- Eric Lloyd (VF : Jimmy Redler ; VQ : Xavier Morin-Lefort) : Charlie Calvin
- Elizabeth Mitchell (VF : Danièle Douet ; VQ : Isabelle Leyrolles) : Mlle Carol Newman, la principale de l'école
- David Krumholtz (VF : Donald Reignoux ; VQ : Hugolin Chevrette-Landesque) : Bernard, l'elfe
- Liliana Mumy (VF : Lutèce Ragueneau) : Lucy Miller
- Aisha Tyler (VF : Magali Berdy ; VQ : Hélène Mondoux) : Mère Nature
- Peter Boyle (VF : Jacques Dynam) : Père Temps
- Kevin Pollak (VF : Patrice Dozier ; VQ : Jacques Lavallée) : Cupidon
- Art LaFleur (VF : Jacques Frantz ; VQ : Marc Bellier) : la fée des dents
- Michael Dorn (VQ : François Godin) : le marchand de sable
- Jay Thomas (VF : Daniel Lafourcade ; VQ : Daniel Picard) : le lapin de Pâques
- Spencer Breslin (VF : Gwenaël Sommier ; VQ : Alexis Del Vecchio) : Curtis
- Molly Shannon (VF : Brigitte Virtudes) : Tracy
- Alexandra Purvis (VF : Sylvie Jacob) : Danielle

## Sorties cinéma
Sauf indication contraire, les informations mentionnées dans cette section peuvent être confirmées par la base de données cinématographiques IMDb,  présente dans la section « Liens externes ».
- Canada : 1er novembre 2002
- États-Unis : 1er novembre 2002
- Philippines : 1er novembre 2002 (Manille)
- Danemark : 15 novembre 2002
- Autriche : 21 novembre 2002
- Suisse alémanique : 21 novembre 2002
- Allemagne : 21 novembre 2002
- Grèce : 22 novembre 2002
- Hongrie : 28 novembre 2002
- Royaume-Uni : 29 novembre 2002
- Irlande : 29 novembre 2002
- Italie : 29 novembre 2002
- Belgique : 4 décembre 2002
- Philippines : 4 décembre 2002 (Davao)
- Australie : 5 décembre 2002
- Israël : 5 décembre 2002
- Colombie : 6 décembre 2002
- Islande : 6 décembre 2002
- Mexique : 6 décembre 2002
- Norvège : 6 décembre 2002
- Suède : 6 décembre 2002
- Afrique du Sud : 6 décembre 2002
- Japon : 7 décembre 2002
- République tchèque : 12 décembre 2002
- Brésil : 13 décembre 2002
- Estonie : 13 décembre 2002
- Espagne : 13 décembre 2002
- Finlande : 13 décembre 2002
- Pologne : 13 décembre 2002
- Uruguay : 13 décembre 2002
- Égypte : 18 décembre 2002
- France : 18 décembre 2002
- Argentine : 19 décembre 2002
- Pays-Bas : 19 décembre 2002
- Portugal : 20 décembre 2002
- Pérou : 25 décembre 2002
- Turquie : 27 décembre 2002

## Sorties vidéo
En France, le film Hyper Noël est sorti en DVD le 26 novembre 2003. Le film est également sorti en VOD le 1er février 2019.

## Production
Le tournage a lieu en Colombie-Britannique (Vancouver, Port Moody, Coquitlam, New Westminster, Burnaby)

## Distinctions
Source : Internet Movie Database

### Récompenses
- BMI Film and TV Awards 2003 : Prix BMI de la meilleure musique de film pour George S. Clinton

### Nominations
- Academy of Science Fiction, Fantasy and Horror Films - Saturn Awards 2003 : meilleur film fantastique
- Phoenix Film Critics Society Awards 2003 : meilleur film familial en prises de vues réelles
- Young Artist Awards 2003 : meilleur second rôle masculin dans un film (Jeune acteur) pour Eric Lloyd

### SagaSuper Noël
- Super Noël (The Santa Clause, 1994)
- Hyper Noël (The Santa Clause 2, 2002)
- Super Noël 3 : Méga Givré (The Santa Clause 3: The Escape Clause, 2006)
- Super Noël, la série (The Santa Clauses, 2022-2023)